# Bursaria calcicola
Bursaria calcicola är en tvåhjärtbladig växtart som beskrevs av L. W Cayzer, M. D. Crisp och I. R. H. Telford. Bursaria calcicola ingår i släktet Bursaria och familjen Pittosporaceae. Inga underarter finns listade.